# آمپرولیم
آمپرولیم (به انگلیسی: Amprolium) با فرمول شیمیایی C۱۴H۱۹N۴+ · Cl− یک ترکیب شیمیایی با شناسه پاب‌کم ۲۱۷۸ است. که جرم مولی آن ۲۷۸٫۷۸ g/mol می‌باشد. 